# Guerre d'indépendance du Chili
Guerres d'indépendance en Amérique du Sud
Batailles
Rancagua - Chacabuco - Bataille de Maipú - Prise de Valdivia
La guerre d'indépendance du Chili se déroule de 1813 jusqu'en 1826, opposant les patriotes chiliens aux royalistes espagnols. En résulte l'indépendance du pays. Depuis 1609, des gouverneurs militaires et civils s’enrichissaient aux dépens des colons et des autochtones. La Couronne espagnole levait l'impôt, mobilisait des hommes et achetait des métaux précieux à la colonie qu'elle approvisionnait en biens manufacturés et produits exotiques, comme le sucre, tabac ou cacao, consommés par l'élite locale. L'économie chilienne reposait sur la petite activité minière, sur l'élevage et la culture de céréales. Les autochtones et les métis travaillaient sur des terres de propriétaires espagnols, principalement composés de l'élite administrative et militaire du pays ainsi que des créoles espagnols. Ces derniers ainsi que les colons, insatisfaits de cette situation, ont donc voulu avoir une liberté et s’affirmer en tant que pays. Parmi les facteurs les plus décisifs du déclenchement de la guerre, on peut citer le vif mécontentement des créoles demandant des réformes politiques, mais l'invasion de la péninsule Ibérique par Napoléon eut un impact significatif sur les colonies d'Amérique latine à partir de laquelle les pays sud-américains purent s'émanciper avec notamment la création de l'empire du Brésil.

## Causes
Pour bien comprendre le processus il faut savoir ce qui a mené à l’indépendance. Au Chili, le désir d’émancipation politique et la volonté de changement culturel et de rupture avec le passé colonial font partie des causes de l’indépendance. Le nouveau régime républicain souhaita modeler la société à son image en affaiblissant certaines institutions et interdisant les traditions contraires à l’esprit révolutionnaire. L'indépendance chilienne est également influencée par les aspects juridiques et politiques de la Révolution américaine et la Révolution française. Mais, elle est surtout influencée par les guerres napoléoniennes se déroulant de 1807 à 1813, soit dans un passé très près de l’indépendance du Chili. Ces guerres sont appelés guerres d’indépendance d’Espagne. Elles sont menées par les troupes françaises dirigées par Napoléon contre les Portugais, les Espagnols et les Anglais. De nombreux officiers provenant des armées napoléoniennes participaient aux combats contre le pouvoir colonial espagnol. Ils vont souvent se distinguer et atteindre un haut niveau dans les armées d’indépendance devenant proches collaborateurs d’O’Higgins et San Martín. Ils seront importants sur les champs de bataille, mais aussi dans plusieurs autres. Au Chili, l’ensemble des professeurs de la première école militaire créée par O’Higgins en 1817 sont d’anciens officiers de la Grande Armée, nom donné à l’armée de Napoléon. Ils vont introduire les sciences et des stratégies de l’expérience napoléonienne seront étudiées dans des œuvres souvent traduites par ces officiers pour pouvoir être appliquées en Amérique latine.

## Déroulement du conflit

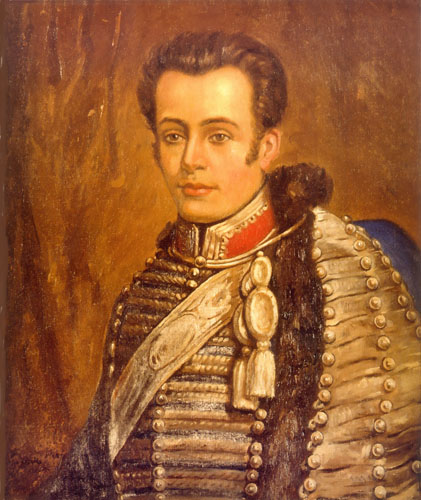
José Miguel Carrera.

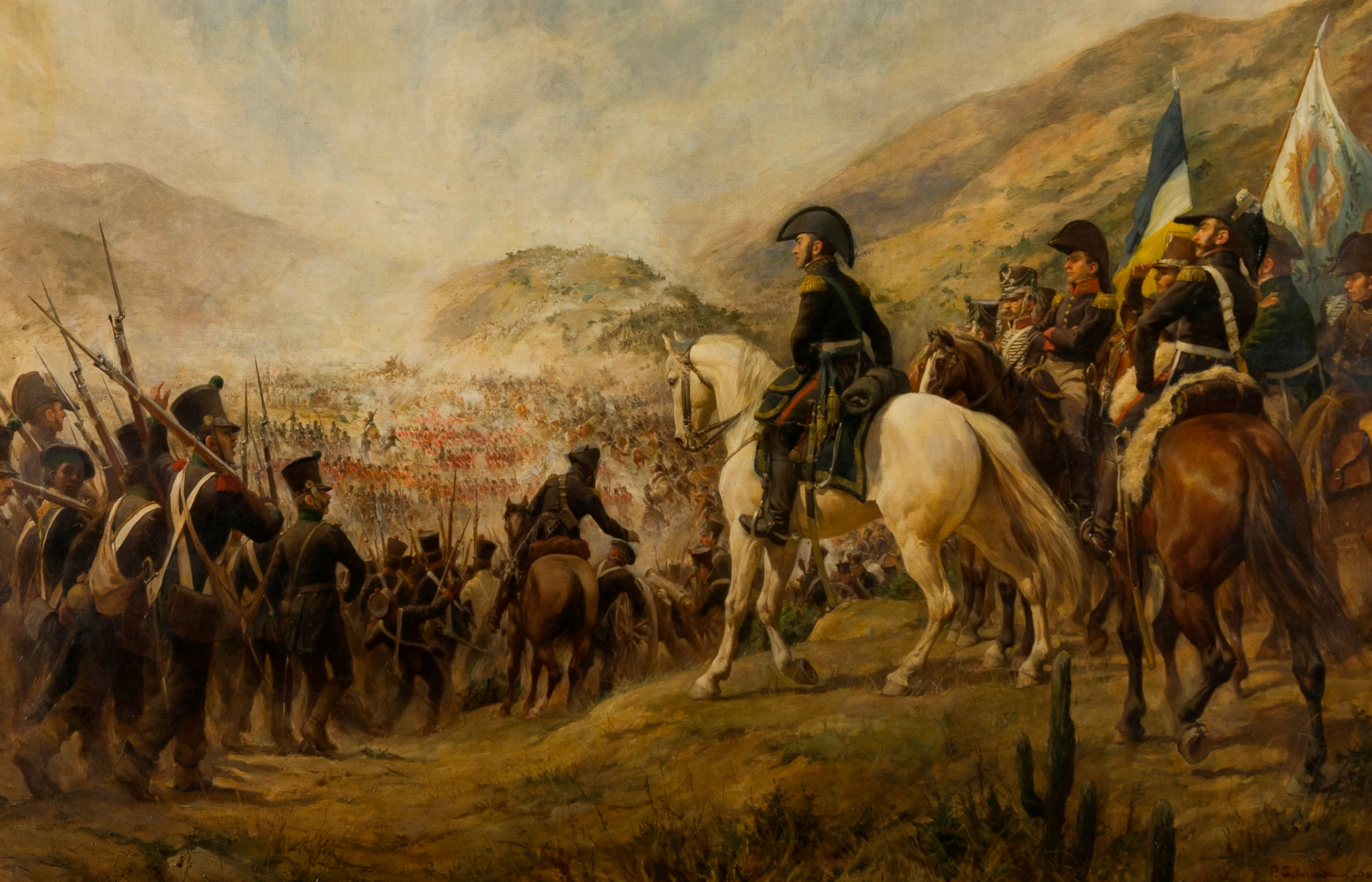
Bataille de Chacabuco (12 février 1817).

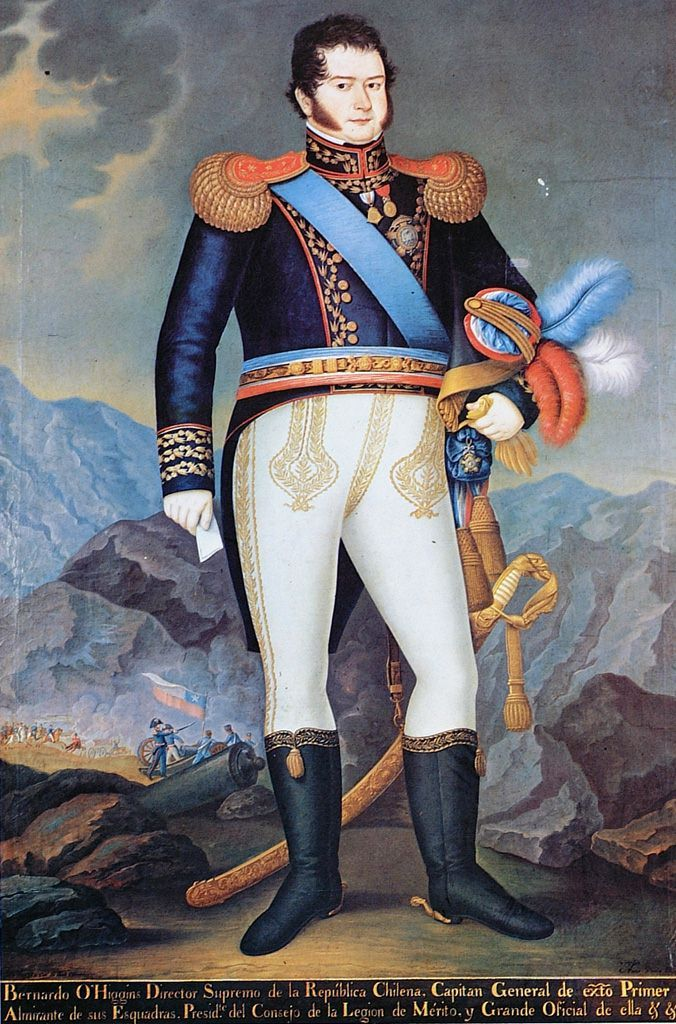
Bernardo O'Higgins, un des « Pères Fondateurs » de la République chilienne.

En 1808, l’empire colonial espagnol vit dans un état croissant d’agitation. Les nouvelles de l’invasion napoléonienne de l’Espagne arrivent au Chili, ainsi que la captivité de Ferdinand VII d'Espagne. Francisco García Carrasco est à cette époque gouverneur. Confondu pour des faits de corruption, il doit démissionner le 16 juillet 1810. C’est le militaire le plus ancien du Chili (il a 85 ans), Mateo de Toro y Zambrano, qui doit prendre temporairement le commandement. Dès cet instant se propage le mouvement juntiste, c’est-à-dire la volonté de remplacer la tutelle espagnole par une junte de notables qui exercerait le pouvoir pendant la captivité du souverain. Zambrano exerce difficilement le pouvoir. En effet avec la publication de l'article Catequismo político cristico, on dénonce les méfaits de la colonie pour le Chili. L'auteur anonyme souhaite l'union des colonies américaines.
Le gouverneur Mateo de Toro y Zambrano accepte la convocation d'une assemblée pour décider de l’établissement d’une junte de gouvernement. C’est ainsi que le 18 septembre 1810 est formée la Première Junte nationale de Gouvernement. Mateo de Toro reste le président. C'est le début de la Patria Vieja (vieille patrie). Peu de temps après, on convoque les membres du Premier Congrès national. C’est ainsi que le mouvement des modérés obtient plus d’autonomie. On arrive sans vouloir aller jusqu’à la séparation complète de l’empire espagnol à une autonomie du territoire. Les exaltés, prônant l’indépendance absolue et immédiate, restent une minorité.
Au début, le gouvernement transitoire se maintient sans intentions indépendantistes. Cependant, avec le temps, on change de cap, particulièrement à l’arrivée au pouvoir de José Miguel Carrera. Les premiers textes constitutionnels et les premières lois chiliennes sont dictés. De nouvelles institutions sont créées, comme l’Institut national, la Bibliothèque nationale et le premier journal chilien, La Aurora de Chile (l’Aurore du Chili). Bientôt le coup d’envoi est donné de la guerre d’Indépendance contre les troupes royales.
Les troupes envoyées par le vice-roi du Pérou, José Fernando de Abascal y Sousa (1806 – 1816), aux côtés des adhérents à la cause loyaliste qui habitent le territoire, mettent finalement en déroute les troupes patriotes à la bataille de Rancagua, le 2 octobre 1814. C'est le début de la Reconquête (es) espagnole. On rétablit alors les institutions coloniales, avec les gouvernements de Mariano Osorio et Casimiro Marco del Pont.
Après la bataille de Rancagua, la plupart des leaders indépendantistes doivent fuir à Mendoza, en Argentine. C’est là qu'est formée l’Armée des Andes, dirigée par le libérateur argentin, José de San Martín, à laquelle participe Bernardo O'Higgins, chef des milices chiliennes. Cette armée de libération compte initialement 4 000 hommes et 1 200 miliciens auxiliaires pour l’acheminement des vivres et munitions. Ces hommes traversent la cordillère des Andes et, le 12 février 1817, mettent en déroute les troupes loyalistes à la bataille de Chacabuco. Cette période se nomme la Patria Nueva (Patrie nouvelle).
O’Higgins est nommé Directeur suprême. Le 12 février 1818, premier anniversaire de la bataille de Chacabuco, il déclare officiellement l’indépendance du Chili. Il confirme avec la victoire de l’armée patriote à la bataille de Maipú, le 5 avril. 
Environ 60 jours après cette bataille, Bernardo O’Higgins a énoncé le décret qui donna le nom de Chiliens aux habitants, le 3 juin 1818. Ce décret a été publié dans la Gazette ministérielle du Chili le 20 juin 1818. Ce texte fut la première lettre de citoyenneté chilienne. Cette dernière s'étendit à tous les autochtones du pays qui sont désormais considérés chiliens comme tous les habitants du pays. Elle permet un sentiment d’appartenance aux habitants du territoire qui ne sont plus sous la domination espagnole. Il affirme dans ce décret : « L'une d'entre elles est de désigner par espagnols ceux qui, par leur sang, ne sont pas liés à d'autres races, jusqu'à maintenant dites mauvaises. » Les Espagnols considéraient donc tous les habitants du Chili comme espagnols sauf les aborigènes et toutes leurs descendances. Puis, on sait aussi qu’ils ont été intéressés par l'identité nationale du Chili et les projets de développement de ce pays. Il est donc décevant de constater leur bas statut dans la société.
L'archipel de Chiloé fut le dernier bastion de l'occupation royaliste pendant le processus d'indépendance du Chili. Le 14 janvier 1826 la Bataille de Bellavista  obligea les espagnols à se retirer vers Castro.

## Conséquences
Ainsi, ces événements ont mené à de nombreuses conséquences pour le pays. L’indépendance constitue une rupture car elle représente un changement brutal de la situation précédente. On passe d’une colonie sous la direction de l’Espagne à un Chili indépendant pouvant faire ses propres lois tout en gardant la richesse du territoire pour lui. Au point de vue administratif, il y eut un renouvellement de personnel car beaucoup d’Espagnols retournèrent dans leur patrie. Puis, de nombreux changements politiques se sont multipliés au cours des années suivant la Déclaration d'indépendance du Chili, comme l’établissement de nouvelles lois et nouveaux documents qui prennent en compte l’identité chilienne des habitants du territoire qui n’est plus sous l’emprise de l’Espagne.
Le 18 octobre 1817, le Chili choisit son drapeau à partir d'une esquisse due au peintre Charles Wood, qui se servit comme modèle du drapeau des États-Unis d'Amérique[réf. nécessaire]. Le bleu représente le ciel pur du Chili, le blanc la neige de la cordillère, le rouge le sang des héros de l'indépendance et les cinq branches de l'étoile les cinq provinces d'origine.
Sous son gouvernement, on réalise divers travaux d’infrastructure, on organise l’expédition de libération du Pérou ; sous le commandement de l’amiral Thomas Cochrane, on prend la ville de Valdivia, qui est toujours aux mains des Espagnols. On promulgue deux textes fondamentaux : la Constitution de 1818 et la Constitution de 1822. Cependant, O'Higgins gagne l’antipathie du peuple à cause de son autoritarisme et ses intentions de se maintenir au pouvoir indéfiniment. Aussi, l’influence de la loge Lautaro, de Manuel Rodriguez, et d'un ordre présumé de mise à mort de José Miguel Carrera augmente son impopularité. Pour éviter une guerre civile, O’Higgins démissionne le 28 janvier 1823 et, en juillet de la même année, s’exile au Pérou.